# Nymphenliest
Der Nymphenliest (Tanysiptera nympha) ist eine Eisvogel-Art, die zur Avifauna Neuguineas und zur Gattung der Paradieseisvögel gerechnet wird. Die Bestandssituation dieser Art wird von der IUCN mit ungefährdet (least concern) eingestuft. Es werden keine Unterarten unterschieden.

## Merkmale
Der Nymphenliest erreicht inklusive der verlängerten Steuerfedern eine Körperlänge von 30 bis 35 Zentimetern. Das Gewicht liegt zwischen 47 und 57 Gramm. Es besteht kein auffälliger Geschlechtsdimorphismus.
Der Nymphenliest hat einen roten Schnabel, eine blaue Stirn, einen rötlichen Rumpf und schwarz-blaue Flügel. Seine langen Schwanzfedern – charakteristisch für einen Paradieseisvogel – sind bläulich.

## Vorkommen
Obwohl keine Unterarten unterschieden werden, ist das Verbreitungsgebiet des Nymphenliest disjunkt. Eine Population lebt im äußersten Westen Neuguineas und umfasst unter anderem den Vogelkop. Eine zweite Population kommt im Nordosten von Neuguinea vor. Er besiedelt hier eine Region, die vom Adelbert-Gebirge bis zur Huon-Halbinsel reicht. Der Lebensraum des Nymphenliestes sind tiefgelegene Waldgebiete. Seine Höhenverbreitung liegt normalerweise in einem Bereich von 500 bis 1000 Höhenmetern. Vereinzelt kommt er aber auch auf Meereshöhe und in Höhenlagen bis zu 1500 Metern vor.

## Lebensweise
Seine Nahrung besteht hauptsächlich aus Insekten, die er am Boden fängt.

## Einzelbelege
1. 1 2   Handbook of the Birds of the World zum Nymphenliest, aufgerufen am 22. Juni 2017
2. ↑   Beehler &. Pratt: Birds of New Guinea. S. 225.